# Miloš Smatek
Miloš Smatek, původním jménem Miroslav Jan Smeták (2. srpna 1895 Rovná u Strakonic – 3. září 1974 Praha) byl český hudební skladatel.

## Život
Narodil se jako Miroslav Jan Smeták v rodině akademického malíře ve Vídni Františka Smetáka (1852–??) a jeho manželky Marie, rozené Rodové. V roce 1930 bylo jeho příjmení úředně změněno na Smatek.
Studoval v letech 1909–1913 na Nové vídeňské konzervatoři hru na kontrabas u Adolfa Míška a skladbu u Roberta Fuchse a Josefa Bohuslava Foerstera. Do roku 1919 pak účinkoval jako kontrabasista předních vídeňských symfonických orchestrů.
Po vzniku Československé republiky odešel do Prahy a v sezóně 1919/1920 byl členem orchestru České filharmonie a kapelníkem v divadle Revoluční scéna. Od roku 1921 působil jako kapelník na různých pražských kabaretních a operetních scénách. Spolupracoval s Karlem Hašlerem v kabaretu Lucerna, byl kapeníkem smíchovské Arény a působil i ve Varieté a v kabaretu Rokoko. Sestavil i vlastní orchestr a v roce 1928 s ním absolvoval úspěšný zájezd do Německa. Od roku 1932 pracoval jako filmový hudební skladatel a dirigent. V několika filmech vystoupil i jako herec v rolích dirigentů (Štěstí pro dva, To byl český muzikant, Na růžích ustláno).

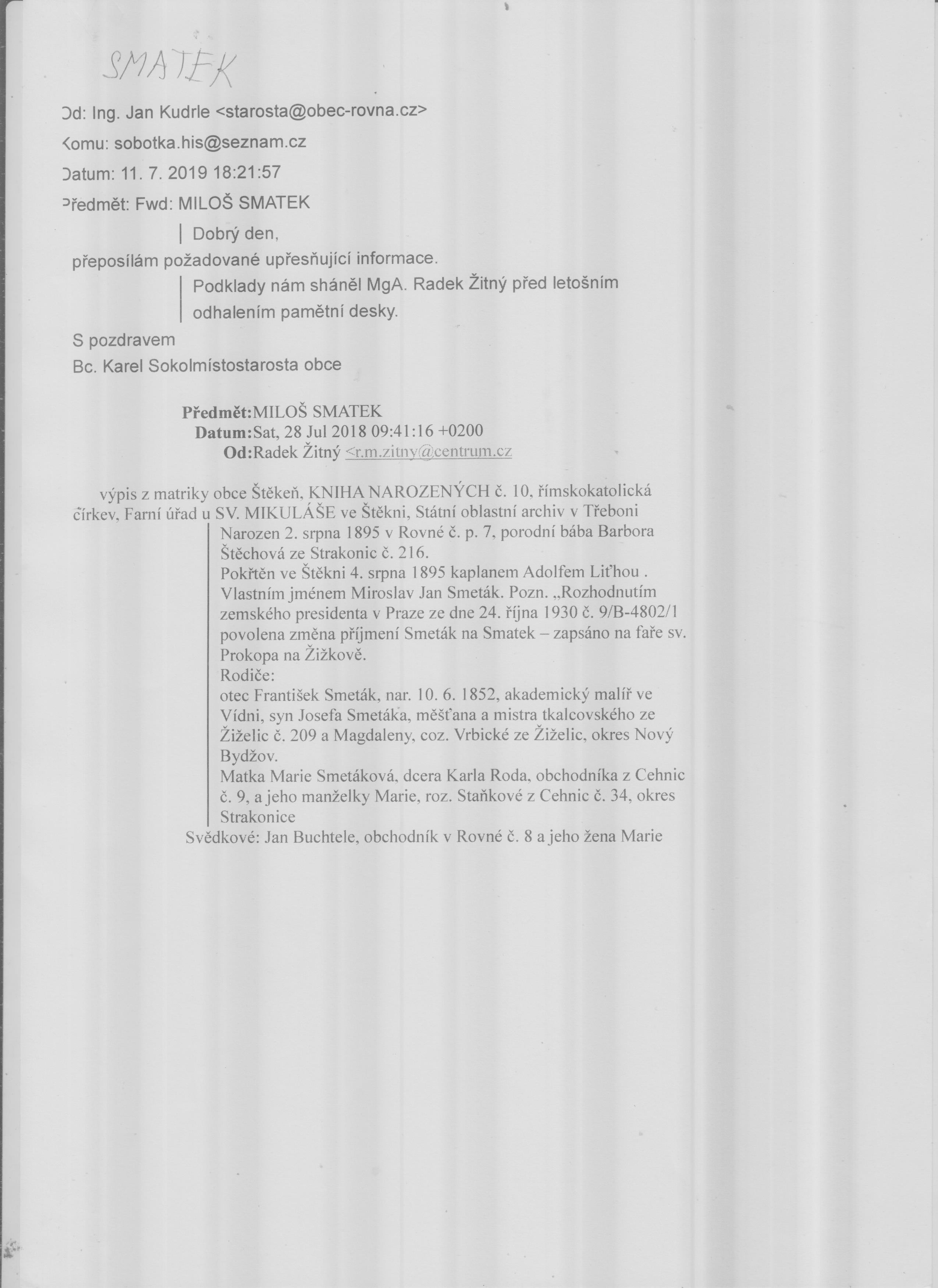
Miloš Smatek -výpis z matriky narození

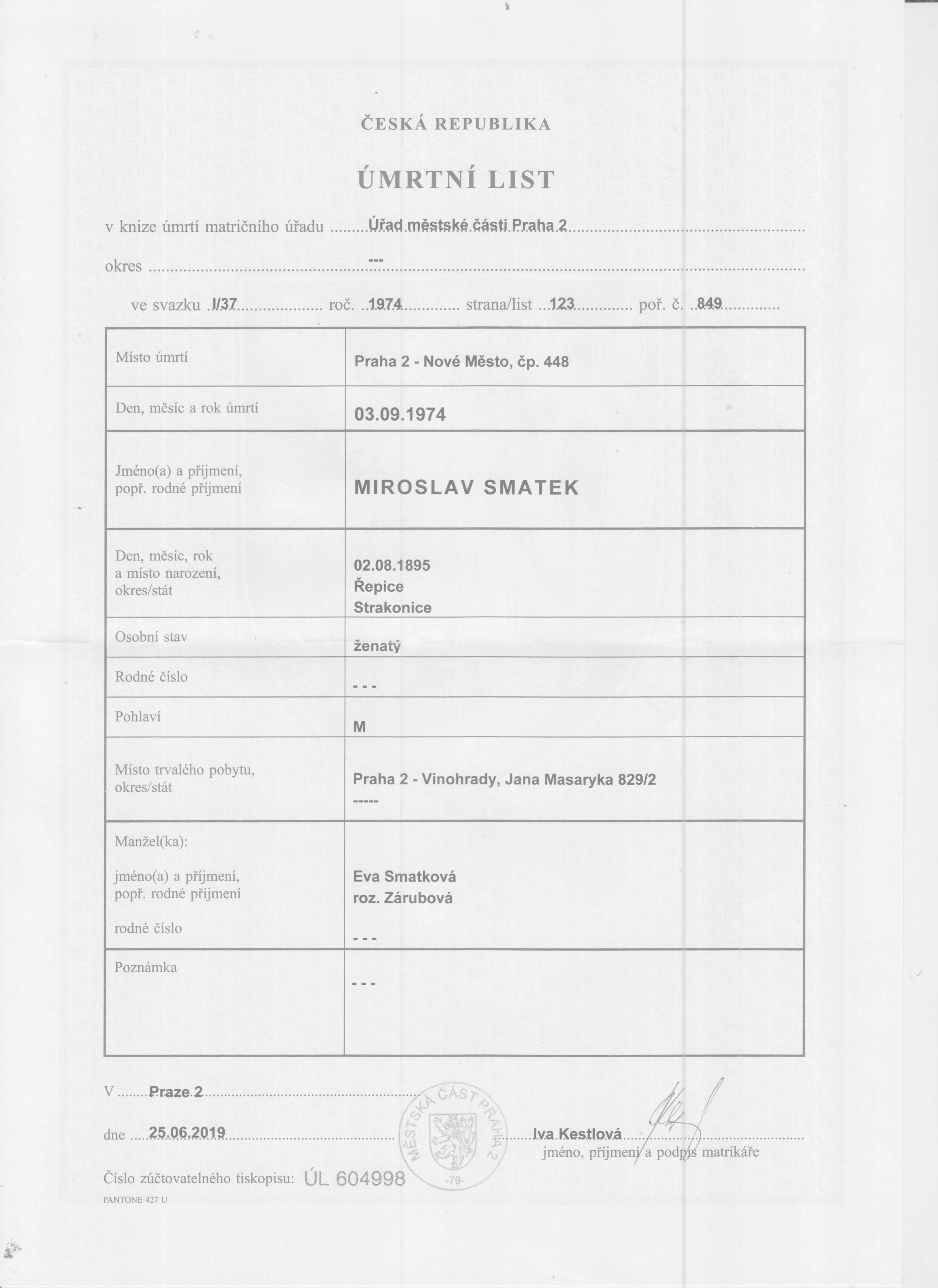
Miloš Smatek-úmrtní list s uvedením nesprávného místa narození

Jeho skladatelský záběr byl velice široký. Od kabaretních popěvků, přes zpěvohry a operety až po klasickou vážnou hudbu. Jeho jedinou operu Čachtická paní uvedlo na scénu Slovenské národní divadlo v Bratislavě v roce 1931. Spolupracoval rovněž s gramofonovými firmami.

## Dílo

### Vážná hudba
- Dělnická symfonie
- Divertimento
- Moravská suita
- Sonáta pro hoboj
- Slavnost jara

### Opera
- Čachtická paní (1931)

### Operety
- Napoleonův trubač
- Divá Bára
- Pán z Prasátkova
- Zlatá píšťalka

### Rozhlasová a scénická hudba
- Kutnohorští havíři
- Ze Zpěvů staré Francie
- Pan Johanes
- Romeo a Julie
- Cyrano z Bergeracu
- Bacilínek
- Úklady a láska
- Jan Hus

### Taneční písně a pochody
- Planá láska
- Kohoutí polka
- Prázdný břeh
- Pionýrský valčík
- Snění ve dvou
- Dopis bez adresy
- Artista
- Dělostřelecký pochod
- Přehlídkový pochod
- Pozdrav všem
- Modré chrpy

### Filmová hudba
- Kouzelný míč (1949)
- Pětistovka (1949)
- Pionýrská abeceda (1949)
- Soudný den (1949)
- Železný dědek (1948)
- Poslední mohykán (1947)
- Půlnoční host (1947)
- Čaj o páté (1946)
- Hrdinové mlčí (1946)
- Lavina (1946)
- Průlom (1946)
- Bohema (1944)
- Malá přítelkyně (1944)
- Nevšední podívaná (1944)
- Stín (1944)
- Zachráněné štěstí (1943)
- Barbora Hlavsová (1942)
- Host do domu (1942)
- Pět strýců (1942)
- Záhadný host (1942)
- Gabriela (1941)
- Z českých mlýnů (1941)
- Druhá směna (1940)
- Okénko do nebe (1940)
- Osm kroků v taktu (1940)
- To byl český muzikant (úprava skladeb Františka Kmocha, 1940)
- Za tichých nocí (s použitím písní Rudolfa Frimla, 1940)
- Muž z neznáma (1939)
- V pokušení (1939)
- Cech panen kutnohorských (1938)
- Její pastorkyně (1938)
- Lucerna (1938)
- Svět, kde se žebrá (1938)
- Vzhůru nohama (1938)
- Děvčátko z venkova (1937)
- Hordubalové (1937)
- Matkina spoveď (1937)
- Divoch (1936)
- Vzdušné torpédo 48 (1936)
- Jana (1935)
- Jánošík (1935)
- Jedenácté přikázání (1935)
- Král ulice (1935)
- Na růžích ustláno (1934)
- Poslední muž (1934)
- Za ranních červánků (1934)
- Jindra, hraběnka Ostrovínová (1933)
- Sedmá velmoc (1933)
- Srdce za písničku (1933)]
- U snědeného krámu (1933)
- Písničkář (1932)